# 陘城之戰
陘城之戰發生於前264年，戰國時代秦國攻打韓國的一場戰爭。
魏國人范雎因受魏國相國魏齊迫害而逃往秦國。到了秦國，范雎以客卿身份向秦昭襄王進言，針對穰侯魏冉屢次帶領秦軍跨越韓、魏兩國進攻齊國，勞師動眾卻又收穫很小的缺點，向秦昭襄王提出了著名的遠交近攻的策略。即是以恩威並用的辦法親近魏、韓兩國，威脅楚、趙兩國，迫使齊國恐懼後主動依附秦國，待齊國依附後，然後再向臨近秦國的韓、魏兩國發動進攻，拓展土地。秦昭襄王採納范雎的建議，對臨近的韓、魏兩國發動進攻。
前264年，秦昭襄王命武安君白起進攻韓國的陘城（今山西省臨汾市曲沃縣東北），接連攻拔韓國陘城等九座城邑，斬殺韓軍五萬，此戰是為陘城之戰。次年（前263年），白起又率軍封鎖了南陽太行山道。前262年，白起再攻拔韓國野王，切斷了上黨郡同韓國本土的聯繫。上黨郡守馮亭只好向趙國投降，引發秦、趙兩國之間著名的長平之戰。